# Enchanted (colonna sonora)
Enchanted è la colonna sonora del film Come d'incanto. L'album è stato pubblicato il 20 novembre 2007 negli Stati Uniti d'America e il 7 dicembre 2007 in Italia per l'etichetta discografica Walt Disney Records.
Contiene 15 tracce (16 la versione italiana) di cui 5 sono originali del film. La canzone Pon de Replay di Rihanna che si può ascoltare nel trailer del film, non è stata inclusa nel CD.

## Tracce

### Versione americana
1. True Love's Kiss (cantata da Amy Adams e James Marsden) - 3:13
2. Happy Working Song (cantata da Amy Adams) - 2:11
3. That's How You Know (cantata da Amy Adams) - 3:49
4. Ever Ever After (cantata da Carrie Underwood) - 3:31
5. Andalasia - 1:47
6. Into the Well - 4:42
7. Robert Says Goodbye - 3:16
8. Nathaniel and Pip - 4:03
9. Prince Edward's Search for Giselle - 2:24
10. Girls Go Shopping - 1:41
11. Narissa Arrives - 1:34
12. Storybook Ending - 10:44
13. Enchanted Suite - 4:36
14. That's Amore (cantata da James Marsden) - 3:07

### Versione italiana
1. Il bacio del vero amore - 3:13
2. Lavorando insieme - 2:11
3. Dille che l'ami - 3:49
4. Così vicini - 3:49
5. Splende sempre il sole -
6. Andalasia - 1:47
7. Nel bene - 4:42
8. L'addio di Robert - 3:16
9. Nathaniel e Pip - 4:03
10. La ricerca del Principe Edward - 2:24
11. Le ragazze fanno shopping - 1:41
12. Arriva Narissa - 1:34
13. La fine della favola - 10:44
14. Suite Come D'incanto - 4:36
15. That's Amore (cantata da James Marsden) - 3:07
16. Ever Ever After (cantata da Carrie Underwood) - 3:31